# Миколаївка Друга (Лозівський район)
Микола́ївка Друга — село в Україні, у Близнюківській селищній громаді Лозівського району Харківської області. Населення становить 376 осіб. До 2020 орган місцевого самоврядування — Криштопівська сільська рада.

## Географія
Село Миколаївка Друга знаходиться на лівому березі річки Велика Тернівка, на протилежному березі вище за течією знаходиться село Зелене (Дніпропетровська область), нижче — село Нова Русь (Дніпропетровська область).

## Історія
Перші згадки датуються 1710 р. Перша назва села — Чупахове, за прізвищем поміщика.
За спогадами старожилів, "пан мав до ста пар волів, табуни коней, гурти великої рогатої худоби. Після революції найбагатшим мешканцем села був Михайло Линник, який мав 90 гектарів землі, млин, олійницю. У селянина Федора Кравченка був свій трактор. У селян Сергія Галушки та Марка Володька — власні крамниці.
Заможні селяни займалися лихварством. Вони брали в оренду землю, а навесні здавали її у суборенду за вдвічі більшу ціну.
У жовтні 1941 року село Миколаївка Друга була окупована німецько-нацистськими загарбниками. Найбільш жорстокі бої відбувалися біля села взимку 1942 року. У лютому 1942 року радянські воїни завдавали удару у фланг і тил противника, біля села Криштопівка збили вороже прикриття на дорозі між Миколаївкою Другою і Криштопівкою. У травні 1942 року тут знов відбувались бої. У них брали участь воїни 99-ї стрілецької дивізії. Остаточно село було звільнене у вересні 1943 року. У братській могилі поховані воїни, які загинули у боях за село. У могилі поховані 79 радянських воїнів. Відомі прізвища 2 воїнів.
12 червня 2020 року, відповідно до Розпорядження Кабінету Міністрів України № 725-р «Про визначення адміністративних центрів та затвердження територій територіальних громад Харківської області», увійшло до складу Близнюківської селищної громади.
19 липня 2020 року, в результаті адміністративно-територіальної реформи та ліквідації Близнюківського району, увійшло до складу Лозівського району Харківської області.

## Економіка
- В селі є кілька молочно-товарних і свино-товарна ферми.

## Культура
- Школа.
- Клуб.

## Відомі люди

### Народилися
- Биченко Микола Іванович — народний депутат України 2 скликання.